# Maksymilian Kogut
Maksymilian Kogut (wł. Majer Kogut) (6 października 1883 we Lwowie, data i miejsce śmierci nieznane) – polski architekt pochodzenia żydowskiego.

## Życiorys
Po ukończeniu gimnazjum w 1903 rozpoczął studia na Wydziale Inżynierii Politechniki Lwowskiej. Dyplom ukończenia studiów otrzymał w 1909, a następnie pracował w lwowskich pracowniach architektonicznych i przedsiębiorstwach budowlanych. Własną praktykę architektoniczną rozpoczął w 1921, razem z Józefem Tischem prowadził spółkę architektoniczno-budowlaną, jej siedziba mieściła się w domu przy ulicy Juliusza Słowackiego 16.

## Wybrany dorobek architektoniczny
- Sklep przy ulicy Rusowych 3 (Wiśniowieckich), współautor Józef Tisch /1927-1928/;
- Własne budynki mieszkalne Maksymiliana Koguta /1925/ i Józefa Tischa /1930/ przy ulicy Kijowskiej 36;
- Składy magazynowe fabryki galanterii przy ulicy Szpitalnej 9, współautor Józef Tisch /1935/;
- Dom przy ulicy Kijowskiej 34, przy budowie którego zastosowano stropy typu „ISTEG” /1936/.